# Реґ Гарріс
Реґ Гарріс (англ. Reg Harris, 1 березня 1920 — 22 червня 1992) — британський велогонщик.
Срібний призер Олімпійських Ігор 1948 (спринт), 1948 (тандем) років.
Чемпіон світу з трекових велоперегонів 1949 (спринт), 1950 (спринт), 1951 (спринт), 1954 (спринт) років, срібний призер 1956 року в спринті, бронзовий призер 1953 року в спринті.